# Полова система
Половата система (на латински: Systema genitalis, Apparatus genitalis) е съвкупност от анатомични органи при различните типове многоклетъчни организми – животни, растения и гъби, които служат за полово размножаване и осигуряват запазването на вида.
Половата система може да бъде:
- Двойна (чифтна, хермафродитна) полова система – съдържа едновременно както мъжки, така и женски репродуктивни органи. Характерна е за хермафродитните видове – охлюви, червеи и други.
- Единична (нечифтна, разделнополова) полова система – съдържа само един вид органи, мъжки или женски. Тя може да бъде:
  - мъжка полова система;
  - женска полова система.

## Анатомично устройство на половата система
В животинския свят половата система е представена от анатомично просто до сложно устроени полови органи. Представени са в различна степен съобразно начина на живот и мястото му в еволюционното развитие. Към половите органи спадат:
- Полови жлези – биват мъжки – семенници и женски – яйчници. В тях се произвеждат половите клетки.
- Изводни канали – при мъжките са семепроводи, а при женските – яйцепроводи. През тях се провеждат половите клетки извън организма или други части на половата система.
- Матка – орган на женските индивиди, в който се развива зародишът.
- Външни полови органи – при мъжките е полов член или пенисоподобно (цирус) образувание. При женските влагалище (при безгръбначните), полова цепка или отвор, клитор, полова клоака и други.

### Безгръбначни животни

#### Нисши безгръбначни
При голяма част от нисшите безгръбначни животни липсват специализирани органи на половата система, които да продуцират полови клетки. Обикновено клетките се образуват и съзряват в отделни части на тялото, отделят се, като оплождането настъпва обикновено във водна среда. При всички безполовото размножаване е застъпено в значителна степен, а голяма част от тях са хермафродити. При отделните типове се наблюдава разнообразие и характерни особености както следва:
- Водни гъби. В мезоглеята (среден пласт между екто- и ендодермата) се формират мъжки и женски полови клетки. Разделнополови животни са. Женските полови клетки са богати на хранителни вещества, а мъжките имат характерната форма на сперматозоид. И двата вида се образуват от специфични мезоглейни клетки наречени амебоцити. След узряване сперматозоидите напускат тялото на възрастния мъжки организъм, насочват се към женския и навлизат в него, където настъпва оплождане. В мезоглеята се образува и ларвната форма, наречена паренхимула.

- Гребенести. Хермафродитни животни са. Отстрани на храносмилателните канали се намират по един яйчник и семенник с колбасовидна форма. Зрелите полови клетки напускат органа с разпукване на епителната обвивка, навлизат в храносмилателния канал и през устата излизат във водната среда, където се извършва оплождането.

- Мешести. Яйцата и сперматозоидите се образуват в екто- или ендодермални образувания – яйчници, семенници или специални подкововидни образувания под стомашната празнина. В яйчника се развива по едно яйце, а в семенниците множество сперматозоиди. След узряването на мъжките полови клетки семенника се разкъсва, сперматозоидите се придвижват до яйчника, където настъпва и оплождането.

- Пластинчати. Половото размножаване се предшества от появата на специални клетки, наречени гоноцити, разположени в коремната страна. Женските полови клетки са богати на хранителни вещества.

#### Червеи
- Плоски червеи. В клас ресничести червеи половата система се състои от множество семенници и един или два яйчника. Всеки яйчник и семенник имат собствени каналчета, които се сливат и образуват общ яйцепровод (нарича се и канал-матка) или семепровод. Отварят се в полова клоака. Към женската полова система спадат и жълтъчни и черупкови (Мелисово телце) жлези осигуряващи хранителни вещества и защита за яйцето. При смукалниците семенниците са два или повече, всеки с канал достигащ до общия семеизпразнителен канал, който завършва с копулационен орган. Яйчникът е един, а мястото където се изливат каналите на придатъчните жлези се намира оотип. Следва матка, в която яйцата се натрупват и оплождат. Матката е свързана със семеприемник, в който се съхранява семенната течност след копулация. Яйцата напускат трематода през полова клоака. При тениите половата система има най-сложен строеж. Тя се образува във всяко едно членче на тялото и с много малко изключения е от хермафродитен тип. С нарастването и изместването назад във всяко членче настъпва узряване на половата система. В средната част на тялото тя е най-добре изразена, докато към последните членчета се открива силно разраснала се матка изпълнена с оплодени яйца. Устройството на двата дяла на половата система се доближава много до останалите класове на типа.
- Немертини. Половата система е доста по-просто устроена от предните. Животните са разделнополови с изразен полов диморфизъм. Представителите и на двата пола имат множество семенници и яйчници, разположени между страничните разклонения на средното черво. При настъпване на полова зрялост се формират семе- или яйцепровод, които извеждат половите продукти през странично разположени пори във въшната среда.
- Кръгли червеи. Огромна част от представителите на типа са разделнополови. Половата система е от тръбовиден тип. Женската полова система е представена от чифт яйчници, които надолу постепенно преминават в яйцепровод и накрая чифтна матка. Отворът на матката се нарича влагалище. Мъжката полова жлеза е единична, преминава към семепровод и по-дебел семеизпраднителен канал. Последният се влиза в задното черво пред аналното отвърстие. Гръбно е разположен чифтен копулационен орган. Спомагателна роля при копулацията играят и кутикулни игли, наречени спикули. Много видове имат и специфична копулационна сбруя. Тя служи за залавяне на мъжките към женските по време на копулацията. Характерното за нематодите, е че сперматозоидите имат нетипично устройство – липсва опашка, а придвижването става с псевдоподи.
- Кореморесничести. Те са хермафродитни или разделнополови животни. Макар и хермафродитни, в даден момент само единия тип система е функционална. Спермата се пренася директно или с помощта на пенисообразно образувание.

- Ротифери. Ротаториите са разделнополови организми с ясно изразен полов диморфизъм. Мъжката полова система се състои от голям семенник и семепровод, вливащ се в клоаката. Притежават и съвокуплителен орган – цирус. Женските имат двуделен яйчник като единия дял продуцира полови клетки, а другия храна за яйцата. При благоприятни условия се размножават партеногенетично. При някои видове изобщо липсват мъжки индивиди, а при всички след копулация мъжките умират. При застудяване се размножават полово. Този процес на редуване на полови и партеногенетични поколения се нарича хетерогония.

- Бодлоглави червеи. Мъжките индивиди притежават чифт семенници, семеизвеждащи канали, полова бурза, простатни жлези и копулационен орган скрит в бурса. В него се отварят каналите на циментните жлези. Около семенниците са разположени 3 до 8 т.нар. циментни жлези. Женските индивиди притежават чифт яйчници, маточна камбанка, матка, влагалище и отвор. Яйчникът има огромен брой яйцеклетки, след узряване на яйцата се разпада на части.

- Прешленести червеи. Половата система е сравнително просто устроена, локализирана е в определен сегмент от тялото. Семенниците са чифтни – един или повече със семенни жлези. Яйчниците са също чифтни, следва яйцепровод, семеприемно мехурче, матка и влагалище.

- Хоботопридвижващи се. Разделнополови животни с две полови жлези. Женските снасят яйца, които след около 10 дена се излюпват.

- Живи влакна. Половите жлези са една или две. Имат чифтни полови проводници, които се отварят в клоака. Снасят във вид на шнурове милиони яйца.

#### Други видове безгръбначни
- Челюстноустни. Половите клетки се образуват в целомния епител. Във всеки клон на целома има по един яйчник с яйцепровод. Всеки опашен дял на целома притежава и по един тестис. Спермата се съхранява в семенно мехурче. Оплождането е вътрешно като сперматозоидите проникват през стената на яйцепроводите.

- Сипункулиди. При тях липсват постоянни полови жлези. Половите клетки се развиват в тъканите на свиващите се мускули на интроверта. Гаметите преминават във водата през нефридиите.

- Онихофори. Разделнополови животни като повечето от тях са и живораждащи. Женската полова система се състои от два яйчника, яйцепровод, матка и полов отвор. При голяма част от видовете се развива плацентоподобен трофобласт служещ за изхранване на ембриона през стените на матката. Останалата част са яйцеживораждащи, като ембрионът се развива в яйце намиращо се в матката и се излюпва в нея. Мъжката полова система се състои от два семенника, семенни мехурчета, допълнителни жлези, семеизнасящ и семеизпразнителен канал.

#### Мекотели
- Охлювите са разделнополови или хермафродитни. Характерно за всички е, че половата жлеза е само една като при хермафродитите в нея се образуват едновременно сперматозоидите и яйцата. Половият отвор е разположен в дясната страна на главата. Семепроводът завършва с копулационен орган. Оплождането при хермафродитните е кръстосано като два индивида обменят сперматозоиди. Процесът се нарича протерандрия.

- Повечето от мидите са разделнополови, а половата система е чифтна. При нисшите липсват полови канали, а жлезите се отварят в отделителната система. При висшите представители половите канали са развити и се отварят близо до нефропорусите.

- Главоногите са разделнополови, а някои имат и ясноизразен полов диморфизъм. Половите жлези са нечифтни, разположени в задната част на туловището. При мъжките семепроводът е разширен в семенен мехур. Тук сперматозоидите се слепват в сперматофор. Близо до ануса, семепроводът се отваря в нечифтен полов отвор. Оплождането е вътрешно. За тази цел като копулационен орган служи едно от пипалата, което се различава по устройство от останалите. Те пренасят сперматозоиди между мантийните празнини на двата екземпляра. При женските яйцепровода е свързан с канала на придатъчните жлези. Последните образуват секрет, който образува яйчен пашкул, а яйцата са свързани в грозд или дълги нишки.

#### Членестоноги
- Огромната част от ракообразните са разделнополови, понякога дори с ясно изразен полов диморфизъм. Хермафродити се срещат сред някои паразитиращи видове. Размножават се и партеногенетично. При нисшите представители на класа половите жлези са чифтни, а при висшите се сливат в една, но с чифтни полови проводници. Семенниците са два с по един семепровод, който често е видоизменен в семенно мехурче. Стените им са постлани с жлезисти клетки, чиито секрет служи за слепване на сперматозоидите в пакетчета (сперматофори). Сперматозоидите са типични и атипични без флагелуми. При някои видове (например от разред Ostracoda) достигат до 6 mm, което ги прави най-дългите сред животинското царство. Мъжките полови отвори се намират на 6 гръден сегмент. При някои видове има и развит копулационен орган. Половите отвори на женските се отварят на 8 гръден сегмент.

- Паякообразните са също разделнополови организми с добре изразен полов диморфизъм. Женската полова жлеза е чифтна при скорпионите или слята при паяците и се намира в коремчето, половите отвори са винаги нечифтни. От нея излизат два яйцепровода, които се сливат и накрая се отварят в полов отвор на първия коремен сегмент. При мъжките липсва копулационен орган. Семенниците са чифтни и сперматозоидите се слепват отново в сперматофори. С помощта на педипалпите сперматофорите се поставят в половия отвор на женските.

- Половата система при различните насекоми е доста разнообразна. С малки изключения са разделнополови организми, а при повечето от тях има изразен полов диморфизъм. Женската полова система е представена от 2 яйчника, женски полови канали (яйцепроводи, полов отвор, полова камера), семеприемник и различни придатъчни жлези. Яйчниците са съставени от т.нар. овариоли или яйчени торбички, които наброяват от 4 до 20 хиляди. Всяка овариола има две части – предна (термариум) и задна (вителариум). В последната става съзряването на яйцата. Придатъчните жлези са специализирани по различен начин, но основната им функция е да отделят секрети, които да формират обвивката на яйцата, тяхното слепване и образуването на яйчните пашкулчета. Яйцепроводите (обикновено два) се сливат в общ, след което следва нечифтен полов отвор (гонопора). След гонопора е разположена полова камера, която накрая завършва с копулационен отвор. Женските полови придатъци се наричат гонапофизи и служат за същинското снасяне на яйца като образуват същинското яйцеполагало. Мъжката полова система отново е чифтна, представена от семенници, семепроводи, семенни мехурчета, придатъчни жлези и завършва с копулационен орган. Придатъчните жлези образуват секрет, слепващ сперматозоидите в сперматофори. Копулационният орган е сложно устроен и твърде разнообразен при различните таксономични групи насекоми. Разположен е в 9-и сегмент и представлява разрастване на стената около половия отвор. Връхната част на фалуса се нарича елеагус, а основната – фалобаза. Елеагусът е удължен и склеротизиран с отвор на върха и изпълнява ролята на копулационен орган.

### Гръбначни животни

#### Риби
Половите жлези са чифтни и са разположени отстрани на хранопровода при хрущялните риби или под бъбреците при костните. Преди да достигнат клоаката семепроводите се вливат в пикочопровода (Волфов канал), разширен в семенно мехурче. При копулацията при хрущялните и част от костните риби сперматозоидите се изхвърлят в клоаката, и чрез копулационен орган се пренасят в клоаката на женската или се изхвърлят във водна среда. Ролята на яйцепроводи при женските се изпълнява от Мюлеровите канали, които се отварят в клоаката. В тях се натрупват хранителни вещества в яйцата. При есетровите риби Мюлеровия канал се отваря в пикочнополов синус.

#### Земноводни
Половите жлези се намират в телесната празнина. Яйчниците имат форма на грозд при жабите, пластинковидни при безкраките и кухи торбички при опашатите земноводни. Семепроводите и яйцепроводите се отварят съответно във Волфовия и Мюлеровия канал. В яйцепроводите се натрупват белтъчни вещества около яйцата, които набъбват във водна среда. Тук се образуват шнурове, които ги слепват в нишка или грозд. В този отдел се излюпват и малките на живородните саламандри. Специализиран копулационен орган не е развит. Оплождането е външно.

#### Влечуги
Половите жлези при влечугите са чифтни, разположени в телесната празнина. Устройството на половата система е подобно на това при земноводните. Стените на яйцепроводите отделят резервни хранителни вещества и образуват черупката на яйцата. При костенурките и крокодилите има нечифтен копулационен орган и чифтен при змиите и гущерите. Оплождането е вътрешно в горните отдели на яйцепровода.

#### Птици
Мъжките полови жлези са чифтни, а при женските е развит само левият яйчник. Семенниците са с бобовидна форма, разположени пред бъбреците. Чрез тънки семепроводи, аналози на Волфовите канали се вливат в клоаката. Същински копулационен орган не е развит. Само при гъсковите и щраусите се наблюдава удебеляване на стената на клоаката, което изпълнява функцията на пенис. Яйцепроводът също се отваря в клоаката. Осеменяване се извършва, чрез долепване на клоаките на двата индивида.

#### Бозайници
Половите жлези са чифтни, разположени в коремната празнина. При голяма част от видовете семенниците се спускат ембрионално в семенна торба (скротум), свързана с коремната кухина. Семепроводите са производни на Волфовите канали и се отварят в пикочопроводите в основата на пениса. Характерни са и допълнителни полови жлези – простата, куперови и препуционални жлези. Характерно е наличието на копулационен орган – пенис. В тялото на пениса при много от бозайниците (хищници, гризачи и перконоги) има и характерна пенисна кост, придаваща здравината му. Яйцепроводите са производни на Мюлеровите канали, наречени Фалопиеви тръби. Тук става оплождането. Надолу се разширяват в матка. В нея се износват зародишите. Матката се отваря във влагалище. При торбестите бозайници матката е двуделна, пенисът при мъжките представители, също. При птицечовката и ехидната половата система се отваря в клоака.
При бозайниците се развиват млечни жлези – част от вторичните полови белези. Притежават ги представителите на двата пола, но жлезата започва да секретира само при женските след раждането. Млечните жлези са видоизменени потни жлези, част от кожата, които с изключение на еднопроходните завършват със сукални зърна. Разположени са в долната част на тялото пред гърдите или корема, като броят и разположението им са видовоспецифични.

### Растения
Най-нисшите едноклетъчни растения се размножават чрез просто деление. По-сложно устроените растения имат специални органи за размножаване. При това размножаването им може да бъде безполово и полово.
- Безполово размножаване. Характерно е за нисшите растения и се осъществява, чрез спорите, които се образуват в специализирани органи наречени спорангии. Спорите биват подвижни и неподвижни. Първите имат специални образувания за придвижване – камшичета. Такива спори се наричат зооспори, а спорангиите зооспорангии. Със зооспори се размножават видове, които обитават водна среда. Неподвижните спори се образуват в растения обитаващи сушата. Разпространението им се дължи на вятъра и водата.
- Полово размножаване. То бива три типа:

1. Изогамия. Представлява най-простия тип на полово размножаване и се среща при нисшите растения. Характеризира се със сливане на съвършено еднакви полови клетки[1] – гамети. Те се образуват от всяка клетка на талуса.
2. Хетерогамия. По-сложен начин на размножаване от предния. Отново се срещат две гамети като мъжката е вече по-дребна и по-подвижна от женската.
3. Оогамия. Характерна е за всички висши растения. Гаметите, които се сливат имат рязко различна големина. Мъжката е много по-малка по размери и значително подвижна. Нарича се сперматозоид. Женската е едра и се нарича оосфера. Оосферата се образува в специален орган, който при нисшите растения се нарича оогоний, а при висшите растения архегоний. Мъжкият полов орган се нарича антеридий.

- Вегетативно размножаване. Много от растенията имат и способността да възстановяват организма си по вегетативен път като този начин на размножаване се нарича вегетативен. Последният се дължи на способността на растенията да регенерират.

#### Водорасли
Освен безполово размножаване (вегетативно и чрез спори) водораслите се размножават по полов начин. Изразява се в образуването и сливането на еднакви или различни по големина подвижни или не мъжки и женски полови клетки. Оплождането се извършва във водна среда, образува се зигота. От нея се развива зародиш, а той образува ново растение.

#### Неваскуларни растения
Мъховете, които биват талусни или листостъблени растения представляват половото поколение на растението. Нарича се гаметофит и образува половите органи – мъжки (антеридии) и женски (архегонии). По мъховете се образуват и характерни кутийки, в които по безполов начин се образуват спори. Спороносните кутийки заедно с дръжките са безполовото поколение, наречено спорофит. То не може да съществува самостоятелно и е зависимо от гаметофита като се изхранва от него. След разсейването на спорите спорофита умира.

#### Спорови васкуларни растения
Към тази група растения спадат Хвощови, Плаунообразни, Псилотови и Папратовидни и изчезналите Риниеви. Всички се характеризират с това, че органите за размножаване се намират по върховете на растението. Папратовидните имат хаплоидна и диплоидна фаза. Гаметофита е редуциран и съществува за кратко време. Споровото поколение е преобладаващо. Всички представители от групата имат мощен спорофит и редуциран, кратко живеещ гаметофит. Мястото, където се образуват спорите се нарича спорангии. Обикновено те са заловени към листата, а при по-примитивните видове към стъблото. Листата, които носят спорангиите се наричат спорофили. Спорангиите биват женски – макроспорангии и мъжки – микроспорангии. При прорастването на спорите се образуват протали. Те са част от гаметофита. В проталите се образуват архегонии и антеридии. От оплодената яйцеклетка се формира зародиш, който дава начало на възрастното растение, наречено спорофит.

#### Голосеменни
Висшите растения от отделите Гинкови, Гнетови, Цикасови и Иглолистни се размножават със семена, а не със спори като предходните. Това е нов орган, който прави растенията много по-устойчиви в разнообразни климатични условия. Семената се образуват от семепъпките, които след оплождане нарастват. Семепъпките (микроспорангии) са видоизменени спорангии. Развиват се върху листоподобни образувания, наподобяващи спорофилите и се наричат макроспорофили (семенни люспи). Почти всички представители са разделнополови растения. Характерна особеност за голяма част голосеменните е, че мъжките и женските своеобразни цветове са събрани по много заедно като образуват характерни съцветия, наречени шишарки.
В жизнения цикъл на голосеменните растения, подобно на другите висши растения се наблюдава редуване на безполово (спорофит) и полово (гаметофит) поколение. Промяната тук обаче настъпва като се съкращава силно половото поколение. Женският гаметофит се образува в семепъпката и представлява многоклетъчна тъкан (зародишна торбичка), в която се образуват женските полови елементи (архегонии). Мъжкият гаметофит се образува в поленовото зърно, където има 3 или повече клетки, едната от които е мъжката размножителна клетка (антеридият).

#### Покритосеменни
Цветът е видоизменение на стъбления връх и е орган на половото размножаване при покритосеменните растения. Представлява стъбло със силно скъсени междувъзлия, а отделните му части са видоизменени листа.

### Гъби
Гъбите се размножават по начините характерни и за растенията. Освен с образуването на полови клетки при някои от начините се образуват и специфични органи, които да подпомагат процеса.
- Вегетативно развножаване. По този начин размножаването протича чрез накъсване на мицела, чрез разпадане на отделни клетки (артроспори), чрез хламидоспори или пъпкуване.
- Безполово размножаване. Извършва се чрез спори, които са разнообразни по форма, размери, оцветяване и биват:
  - вътрешни (ендоспори) – образуват се в спорангии, наричат се спорангиоспори;
  - зооспори – представляват голи клетки с флагелуми;
  - неподвижни спори – наброяват около 70 хил. в спорангия (стилоспорангий); спорите се наричат стилоспори;
  - външни (екзоспори) – наричат се конидии, които се образуват в конидиеносци; представляват най-висшата степен при спорите; могат да са събрани във вместилища (пекнидии) или да са под формата на снопчета (корении).

При висшите гъби се наблюдават основно 3 типа спороношение:
1. Торбичка (аска). Спорите се образуват в количество, кратно на две, обикновено 8. Характерно е за торбестите гъби.
2. Базидий. Образуват се 4 външни едноклетъчни спори, коитоса разположени на особени крачета – стеригми. Характерно е за базидиевите гъби.
3. Конидионосец.

- Полово размножаване. То преминава през три фази:

1. Плазмогамия. Представлява сливане на цитоплазмата и събиране на двете ядра в една двуядрена клетка.
2. Кариогамия. Представлява сливане на двете ядра и получаване на диплоидна клетка.
3. Мейоза. Води до възстановяване на хаплоидния брой хромозоми.

Половите клетки се наричат гамети. Те се образуват в гаметангии.

## Ембрионално развитие на половата система при сухоземните гръбначни
В началните фази на онтогенетичното развитие в ембриона се залагат едновременно зачатъци и на двата типа полова система. Този етап се нарича индиферентна (хелмафродитна) фаза. От изводния канал на следния бъбрек (мезонефрос, Волфово тяло), наречен Волфов канал, се развиват изводните канали на семенниците. Близо до него се залага и женското начало, наречено Мюлеров канал. От него се развиват яйцепроводите и матката. Следователно при мъжките животни се запазва Волфовия канал като закърнява Мюлеровия, а при женските настъпва точно противоположния процес.